# Котельниковський район
Котельниковський район (рос. Котельниковский район) — муніципальне утворення у Волгоградській області.
Розташований на території українського історичного та культурного краю Жовтий Клин.